# فيتيران (ألبرتا)
فيتيران (بالإنجليزية: Veteran, Alberta)‏ هي قرية تقع في كندا في ألبرتا. يقدر عدد سكانها بـ 249 نسمة ومساحتها 0.84 كم2 وترتفع عن سطح البحر 795 متر.